# Dysprosiumacetylacetonat
Dysprosiumacetylacetonat [Dy(C5H7O2)3] är en kemisk förening som utgör ett dysprosiumkomplex av acetylaceton.
Dysprosiumacetylacetonat är hälsovådligt, är ett gult pulver till utseendet och har en molmassa på 459,83 g /mol.